# Ulica Macieja Rataja w Lublinie
Ulica Macieja Rataja w Lublinie – ulica we wschodniej części Lublina. Rozpoczyna się od skrzyżowania ul. Chemicznej z ul. Grenadierów i biegnie na wschód do granicy miasta. Ulica posiada po jednym pasie ruchu w każdym kierunku. Przy krawędzi jezdni znajdują się pasy rowerowe w każdym kierunku. Przy ulicy zamontowane jest oświetlenie oraz kanalizacja deszczowa. Administracyjnie leży w dzielnicy Felin. Nazwa pochodzi od marszałka sejmu z czasów II Rzeczypospolitej Macieja Rataja.

## Przebieg
Ulica biegnie jako kontynuacja ul. Chemicznej od przecięcia jej przez ul. Grenadierów.  Biegnie wzdłuż torów kolejowych na wschód. Nad ulicą przechodzi ul. Antoniny Grygowej na wiadukcie, do której zjazd znajduje się 50 m dalej po prawej stronie. Następnie od ulicy odchodzi nienazwana  droga w stronę torów. W dalszym biegu ulica lekko skręca na południe i odchodzi od torów. Dalej od ulicy z prawej strony odchodzi ul. Wilhelma Hessa, a za 870 m ul. Braci Krausse prowadzące do Euro-parku. Ulica kończy się wpadając do ul. Felin i Brzegowej.

## Obiekty
Przy ulicy w początkowej części znajdują się przede wszystkim magazyny i hurtownie. W początkowym biegu po lewej stronie ulicy znajduje się stacja kolejowa Lublin Tatary. W dalszej części ulicy można spotkać zabudowę jednorodzinną oraz pola uprawne. Przy ulicy znajduje się także plac manewrowy.

## Komunikacja miejska
Ulicą kursuje autobus nr 70 na całej długości, linia 50 od ul. Grenadierów do ul. Grygowej. Przy ulicy znajduje się 6 przystanków, w większości „na żądanie”, ze względu na rozproszoną zabudowę mieszkalną. 

## Przebudowa
Przed remontem ulica znajdowała się w opłakanym stanie, nawierzchnia była zniszczona przez jeżdżące tamtędy samochody ciężarowe, nie było także oświetlenia. W związku z budową nowego wiaduktu nad ulicą, w ciągu ul. A. Grygowej droga została przebudowana. Położono nową nawierzchnię bitumiczną, wytyczono pasy rowerowe w obu kierunkach, a także zainstalowano oświetlenie i kanalizację deszczową. 